# Università Governance Nazionale
L'Università Nazionale Chengchi (國立政治大學T, 国立政治大学S, Guólì Zhèngzhì DàxuéP, inglese National Chengchi University, National University of Governance, da cui la sigla NCCU) è un'università pubblica di Taiwan, con sede a Taipei, nel quartiere Muzha del distretto di Wenshan. Essa è particolarmente rinomata per l'insegnamento di scienze sociali, scienze della comunicazione, economia e commercio e arti liberali, oltre che per il suo master in business administration.

## Storia
Fondata dal Kuomintang nel 1927 a Nanchino, Cina, con il nome di Scuola Centrale degli Affari di Partito, l'università ha cambiato il proprio nome nel 1929 ed è diventata la Scuola Politica Centrale, dopo la vittoria nazionalista nella spedizione settentrionale del 1926-27. La Università Nazionale Chengchi con l'attuale nome fu ufficialmente fondata nel 1946, alla fine della seconda guerra sino-giapponese. Quando il Kuomintang perse la guerra civile contro il Partito Comunista Cinese (PCC) e, di conseguenza, il controllo della Cina continentale nel 1949, l'università fu temporaneamente chiusa e riaprì i battenti solo nel 1954, quando fu trasferita a Taipei, nuova capitale della Repubblica di Cina. Nel primo anno dalla sua riapertura, essa forniva solo insegnamenti specialistici per individui già laureati, ma dal 1955 iniziarono ad essere creati programmi per studenti con la licenzia media superiore. Il 1964 fu l'anno in cui Yang Bi-lin (楊必立), all'epoca rettore, diede avvio al primo master in business administration cinese.

## Sede
La sede della NCCU si trova ai piedi del monte Chi-nan, a sud della città di Taipei, e nel suo campus scorre il fiume Ching-me. Oltre a tale sede principale, situata in un quartiere della città chiamato Mu-cha, la NCCU ha anche due sedi dislocate nell'area urbana di Taipei: il Centro di educazione in amministrazione pubblica e commerciale si trova in via Jing-hua, mentre l'Istituto di relazioni internazionali nel viale Wan-shou.
Aree sceniche intorno al campus di relativo interesse sono il tempio buddhista Chi-nan, il giardino del tè Mao-kong, il museo del tè e lo zoo di Taipei.

## Facoltà
635 è il numero del personale impiegato dall'università. La cifra si divide in 280 professori, 203 professori associati, 45 lettori e 107 assistenti.

## Università partner
- Totale: 136
- Università: 75
- College: 61
- Università partner della NCCU

## College e dipartimenti
College = facoltà

Dipartimento = corso di laurea
- College di arti liberali
  - Dipartimento di letteratura cinese: il corso di laurea in letteratura cinese è stato fondato
nel 1964, e dal 1969 si offre ai laureati anche un dottorato.
  - Dipartimento di storia: nel 1968, è stato aggiunto al corso di laurea anche un dottorato
  - Dipartimento di filosofia
  - Istituto specialistico per studi di biblioteca, informazioni ed archivi
  - Istituto specialistico di studi religiosi
  - Istituto specialistico di storia di Taiwan
  - Istituto specialistico di letteratura di Taiwan
- College di scienze
  - Dipartimento di scienze matematiche
  - Dipartimento di psicologia
  -  Dipartimento di studi informatici, su cs.nccu.edu.tw.
- College di scienze sociali
  - Dipartimento di scienze politiche
  - Dipartimento di sociologia
  - Dipartimento di finanza pubblica
  - Dipartimento di amministrazione pubblica
  - Dipartimento di economia della terra
  -  Dipartimento di economia, su econo.nccu.edu.tw. URL consultato l'11 febbraio 2010 (archiviato dall'url originale il 19 febbraio 2010).
  - Dipartimento di etnologia
  - Istituto specialistico per studi interdisciplinari Sun Yat-sen
  - Istituto specialistico per ricerca in laboratorio
- College di economia e commercio (designato dall'AACSB come una delle 47 migliori
scuole di commercio)[1]
  - Dipartimento di commercio internazionale
  - Dipartimento di scienze bancarie e monetarie
  - Dipartimento di contabilità
  - Dipartimento di statistica
  - Dipartimento di amministrazione commerciale
  - Dipartimento del sistema di gestione delle informazioni
  - Dipartimento di finanza
  - Dipartimento di gestione dei rischi ed assicurazioni
  - Istituto specialistico di gestione delle tecnologie e dell'innovazione
  - Istituto specialistico delle proprietà intellettuali

- College di legge
  - Dipartimento di legge (solo laurea di primo livello)
  - Istituto specialistico di legge (laurea di primo livello e dottorato)
  - Istituto specialistico di legge ed interdisciplina
- College di lingue straniere, su foreign.nccu.edu.tw. URL consultato l'11 febbraio 2010 (archiviato dall'url originale il 25 febbraio 2010).
  -  Dipartimento di inglese, su english.nccu.edu.tw. URL consultato l'11 febbraio 2010 (archiviato dall'url originale il 23 gennaio 2010).
  -  Dipartimento di lingua e letteratura araba, su arabic.nccu.edu.tw. URL consultato l'11 febbraio 2010 (archiviato dall'url originale il 26 gennaio 2010).
  - Dipartimento di lingue slave Archiviato l'11 febbraio 2010 in Internet Archive. (precedentemente era insegnato solo il russo)
  -  Dipartimento di giapponese, su 140.119.172.157. URL consultato l'11 febbraio 2010 (archiviato dall'url originale il 24 marzo 2010).
  -  Dipartimento di lingua e cultura coreana, su korean.nccu.edu.tw. URL consultato l'11 febbraio 2010 (archiviato dall'url originale il 9 febbraio 2010).
  -  Dipartimento di lingua e cultura turca, su turkish.nccu.edu.tw. URL consultato l'11 febbraio 2010 (archiviato dall'url originale il 24 febbraio 2010).
  -  Laurea di primo livello in lingue europee, su upel.nccu.edu.tw. URL consultato l'11 febbraio 2010 (archiviato dall'url originale il 13 febbraio 2010).
  -  Istituto specialistico di linguistica, su ling.nccu.edu.tw. URL consultato l'11 febbraio 2010 (archiviato dall'url originale il 18 gennaio 2010).
  -  Centro di lingue straniere, su flc.nccu.edu.tw.
- College di scienze della comunicazione
  -  Dipartimento di giornalismo, su jour.nccu.edu.tw. URL consultato l'11 febbraio 2010 (archiviato dall'url originale l'11 marzo 2010).
  -  Dipartimento di pubblicità, su ad.nccu.edu.tw. URL consultato l'11 febbraio 2010 (archiviato dall'url originale il 30 settembre 2008).
  -  Dipartimento di radio e televisione, su rtv.nccu.edu.tw. URL consultato l'11 febbraio 2010 (archiviato dall'url originale il 19 febbraio 2010).
  -  Stazione radio della NCCU Community, su vnccu.nccu.edu.tw. URL consultato l'11 febbraio 2010 (archiviato dall'url originale il 2 dicembre 2009).
- College di affari internazionali
  - Dipartimento di diplomazia
  - Istituto specialistico di studi dell'asia orientale
  - Istituto specialistico di studi della Russia
- College di scienze della formazione
  - Dipartimento di scienze della formazione
  - Istituto specialistico di formazione della prima infanzia
  - Istituto specialistico di formazione per insegnanti
  - Centro di tirocinio per la formazione degli insegnanti

## Programmi internazionali
Designato dal Ministero dell'Istruzione della Repubblica di Cina come il miglior centro di insegnamento della lingua inglese a Taiwan, la NCCU fornisce anche una serie di programmi internazionali insegnati in tale lingua:
- 1. Master internazionale in amministrazione commerciale (IMBA)[2]
- 2. Master internazionale in studi dell'Asia Pacifica (IMAS)[3]
- 3. Dottorato internazionale in studi dell'Asia Pacifica (IDAS)[4]
- 4. Master internazionale in studi della comunicazione internazionale (IMICS)[5]